# Judith Rousseau
Pour les articles homonymes, voir Rousseau.
Judith Rousseau, née le 28 mai 1970, est une statisticienne bayésienne française, qui étudie les propriétés fréquentistes (en) des méthodes bayésiennes. Elle est professeure de statistiques à l'université d'Oxford.  

## Éducation et carrière
Rousseau a étudié la statistique et l'économie à l'École nationale de la statistique et de l'administration économique (ENSAE ParisTech), débutant en mathématiques pures mais changeant de domaine après avoir suivi un cours de statistique « à cause de toutes les interactions qu'il entretient avec les autres domaines ». Elle a terminé un doctorat en 1997 à l'Université Pierre-et-Marie-Curie. Sa thèse, intitulée Propriétés asymptotiques des estimations de Bayes, a été dirigée par Christian Robert,.  
Elle a enseigné à l'université Paris-Descartes de 1998 à 2004, à l'université Paris-Dauphine à partir de 2004 et (en congé de Paris Dauphine) à l'ENSAE de 2009 à 2014. Elle a rejoint Oxford en 2017. 

## Travaux
Judith Rousseau s'intéresse aux aspects théoriques des méthodologies bayésiennes, à l'interface entre théorie bayésienne et théorie fréquentiste. Elle est l'autrice d'une centaine de publications scientifiques.
Le choix de loi a priori pour modéliser une densité de probabilité est crucial. En 2010, Judith Rousseau introduit des lois a priori sous la forme d'un mélange de populations, avec un choix aléatoire du nombre de populations, du poids et des paramètres de chaque population. 
Elle montre qu'en utilisant de telles lois a priori,  la loi a posteriori se concentre asymptotiquement avec la vitesse adaptative  correspondant à la régularité de la densité estimée,. 
Judith Rousseau s'intéresse aussi aux choix de loi a priori qui permettent d'obtenir des généralisations du théorème de Bernstein-von Mises en situation non paramétrique pour l'estimation de fonctionnelles linéaires de la densité ou dans des modèles semi-paramétriques.
Judith Rousseau travaille beaucoup par ailleurs sur les modèles de mélange de population très utilisés en pratique, aussi bien sur les aspects théoriques que computationnels.

## Prix et distinctions
En 2015, Rousseau a remporté le premier prix Ethel Newbold de la Société Bernoulli pour la statistique mathématique et les probabilités. Le prix reconnaît un « récipiendaire de tout sexe qui est un statisticien exceptionnel pour un corpus de travaux qui représente l'excellence dans la recherche en statistiques mathématiques ». L'ouvrage pour lequel Rousseau a été reconnu comprend ses travaux sur les variantes de dimension infinie du théorème de Bernstein-von Mises.
Elle est Fellow du Jesus College d'Oxford, Fellow de l'Institut de statistique mathématique et Fellow de la Société internationale d'analyse bayésienne.  

## Publications
- (en) Christian Robert, Nicolas Chopin et Judith Rousseau, « Harold Jeffreys' Theory of Probability revisited », Statistical Science, vol. 24, no 2,‎ 2009, p. 141-172 (lire en ligne, consulté le 26 février 2012)

- (en) Judith Rousseau, « Rates of convergence for the posterior distributions of mixtures of betas and adaptive nonparametric estimation of the density. », Annals of Statistics, vol. 38, no 1,‎ 2010, p. 146-180

- (en) Willem Kruijer, Judith Rousseau et Aad van der Vaart, « Adaptive Bayesian density estimation with location-scale mixtures. », Electronic Journal of Statistics, vol. 4,‎ 2010, p. 1225-12257

- (en) Judith Rousseau et Kerrie Mengersen, « Asymptotic behaviour of the posterior distribution in overfitted mixture models. », Journal of the Royal Statistical Society Series B, vol. 73, no 5,‎ 2011, p. 689-710

- (en) Ismael Castillo et Judith Rousseau, « A Bernstein–von Mises theorem for smooth functionals in semiparametric models. », Annals of Statistics, vol. 43, no 6,‎ 2015, p. 2353-2383